# Église Notre-Dame de Sainte-Vaubourg
L'église Notre-Dame est une église située en France à Sainte-Vaubourg, dans le département des Ardennes, en région Grand Est.
Elle fait l'objet d'un classement au titre des monuments historiques depuis 1862.

## Description
Cet édifice est remarquable par le travail de la pierre. Le portail est original avec son arcature et son tympan, sculpté en faible relief : deux perdrix s’y ébattent dans les volutes de rameaux, à côté de sainte Reine, en ronde-bosse, statue posée sur un cul-de-lampe, avec à droite une statue de sainte Vaubourg. La porte comporte des doubles vantaux, protégeant des vantaux en bois sculpté du XVe siècle. 
La nef et les bas-côtés sont sous un comble unique et sont voûtés sur croisées d'ogives. La croisée du transept est voûtée à liernes et tiercerons. Les extrémités du transept se terminent par des pignons à crochets.  Celui du nord  comporte une niche Renaissance et une fenêtre cintrée.
Le maître-autel est à quatre colonnes corinthiennes et le pourtour du chœur est  orné de médaillons et pilastres de stuc et de marbre du XVIIIe siècle. Des bas-reliefs sont consacrés à l'Annonciation et à l'Adoration des mages. Quatre médaillons des fenêtres du transept sont des vitraux du XVIe siècle.

## Localisation
L'église, située sur la commune de Sainte-Vaubourg, est isolée du village, à 500 mètres entre le village et l’ancienne voie romaine.

## Historique
Charles le Simple fit construire une église à proximité de la voie romaine de Reims à Trèves et de sa demeure d'Attigny pour y abriter les reliques de sainte Walburge qui venait d'être canonisée et dont le culte se répandait. L'église fut transformée en 1102 en un prieuré dépendant de l'abbaye Notre-Dame de Molesme. L'église paroissiale actuelle a commencé à être édifiée en 1482. Elle est dédiée à Notre-Dame.
Le transept nord a été reconstruit en 1624.
L'édifice est classé au titre des monuments historiques par la liste de 1862.